# Academia Nacional de Música de Ucrania Chaikovski
La Academia Nacional de Música de Ucrania Chaikovski (en ucraniano: Національна музична академія України імені Петра Чайковського) es una institución estatal de educación superior de música en la capital de Ucrania, Kiev. Sus cursos incluyen formación de postgrado. El Conservatorio de Kiev fue fundado el 27 de octubre de 1863 en el campus del Colegio de Música de Kiev de la Sociedad Musical Rusa. La organización del conservatorio fue encabezada por Serguéi Rajmáninov, Aleksandr Glazunov, y Piotr Chaikovski. Los primeros directores fueron Vladímir Pujalski (1913) y Reinhold Glière (1914-1920). En 1925, las clases de secundaria se separaron del Conservatorio para formar un Colegio de Música aparte.